# أسل مفترش
الأسَل المفترش أو أسل المصب (باللاتينية: Juncus effusus) هو نوع نباتي ينتمي إلى جنس الأسل من الفصيلة الأسلية.

## البيئة والانتشار
موطنه معظم مناطق الوطن العربي من مشرقه إلى مغربه مرورًا بالجزيرة العربية ووادي النيل. يوجد أيضًا في تركيا وقبرص وإيطاليا ويوجد أيضًا في أستراليا والأمريكتين وشرق آسيا.

## الوصف النباتي
نبات عشبي معمر يشبه النجيليات. ينتشر بالجذامير وله سوق كثيرة من القاعدة. الساق أسطوانية رفيعة قائمة وخشنة. يصل ارتفاع النبات إلى متر ونصف. الأوراق رفيعة خيطية، ثنائية الشعب ينتهي كل فرع بواحدة إلى ثلاث. يميل النبات للون البني عند النضج. النورة الزهرية عشكولية يصل طولها إلى 20 سم. يزهر النبات في أواخر فصل الربيع.